# Guilherme Bandeira
Guilherme Bandeira (Rio de Janeiro, 1978) é um cartunista, quadrinista e publicitário brasileiro.  Lançou em 2012, de forma independente, o livro Objetos InAnimados, que trazia cartuns variados, principalmente focados em piadas nas quais objetos comuns ganhavam vida de forma divertida. Antes deste livro, Guilherme havia criado uma fanpage no Facebook para divulgar seu trabalho, que passou a ganhar  rapidamente vários seguidos e fazendo novas republicações de seu primeiro livro. A partir daí, Guilherme criou novas séries de cartuns e webcomics. Uma das principais foi Razão vs Emoção, na qual um cérebro e um coração antropomorfizados entram em conflito por suas diferentes formas de encarar as situações do dia a dia. Em 2017, foi lançada uma coletânea dos cartuns Razão vs Emoção pela editora Shockdom e, no ano seguinte, Guilherme ganhou o Prêmio Angelo Agostini na categoria "melhor cartunista" por este trabalho. 
Guilherme também foi colaborador da edição brasileira da revista Mad e lançou outras coletâneas de seus quadrinhos e cartuns, como Rabiscos Acolá (2011).
Em 2019 lançou seu primeiro livro infantil "Cadê esse tal Z?" em parceria com Ana Porfirio.